# مارین مستاتتا
مارین مستاتتا (انگلیسی: Marin Mustață؛ ۳ مارس ۱۹۵۴ – اوت ۲۰۰۷ (۵۲−۵۳ سال)) ورزشکار شمشیربازی اهل رومانی بود.
وی در مسابقات کشوری و بین‌المللی در مجموع برندهٔ ۱ مدال طلا، ۱ مدال نقره، ۴ مدال برنز شده‌است.